# Orthosiphon glandulosus
Orthosiphon glandulosus là một loài thực vật có hoa trong họ Hoa môi. Loài này được C.E.C.Fisch. mô tả khoa học đầu tiên năm 1930.